# Satiada
Satiada era uma deusa céltica cultuada na Britânia romana. É conhecida por uma única pedra de altar sem adorno dedicada a ela em Chesterholm (Vindolanda). A inscrição diz:
DEAE / SAIIADAE / CVRIA TEX / TOVERDORVM / V·S·L·M
"À deusa Satiada, o conselho de Textoverdi de bom grado e merecidamente cumpriu seus votos."
O Textoverdi, cuja curia deixou seu altar, é no entanto desconhecido.
O nome na pedra pode alternativamente ser lido como Sattada (a forma usada por Jufer e Luginbühl), Saitada ou Saiiada. Se for lido como Satiada, o nome pode concebivelmente estar relacionado ao proto-céltico *sāti- ‘saturação’ ou *satjā- ‘multidão’.